# Ilija Trifunović-Birčanin
Ilija Trifunović-Birčanin (cyr. Илија Трифуновић-Бирчанин; ur. w 1887 r. w Topoli, zm. 3 lutego 1943 w Splicie) – serbski wojewoda, kolaborant, komendant oddziałów czetnickich podczas II wojny światowej, odpowiedzialny za eksterminację ludności katolickiej i muzułmańskiej.
Brał udział w wojnach bałkańskich i I wojnie światowej z tytułem wojewody. W latach 1929–1932 stał na czele Stowarzyszenia Serbskich Czetników Petara Mrkonjicia „Za króla i ojczyznę”, a od 1932 r. – wielkoserbskiej organizacji Serbska Obrona Narodowa (Srpska Narodna Odbrana). W 1934 roku założył i przewodniczył Stowarzyszeniu Byłych Czetników. Uczestniczył w puczu wojskowym przeciwko regentowi Pawłowi 27 marca 1941.
Po klęsce Jugosławii i zajęciu jej ziem przez wojska osi w kwietniu udał się jesienią do Splitu, gdzie zaczął organizować oddziały czetnickie na obszar Dalmacji, zachodniej Bośni i południowej Hercegowiny. 20 października 1941 podpisał umowę z włoskimi okupantami. Lider czetników Draža Mihailović był świadomy kolaboracji Trifunović-Birčanina i ją akceptował. Na początku 1942 r. współtworzył Czetnicką Dywizję Dinarską. We wrześniu Mihailović mianował go komendantem zachodniobośniackich, dalmatyńskich i hercegowińskich oddziałów czetnickich. Kolaborował z Włochami, uzyskując od nich pomoc w postaci wyposażenia, prowiantu i uzbrojenia. Jako lider partyzantki uważał, że jego celem jest „ustanowienie narodowego państwa serbskiego”, w którym „będą żyć wyłącznie prawosławni”. W styczniu włoski generał Lorenzo Dalmazzo spotkał się z czetnikami, w celu namówienia ich do wspólnej operacji przeciwko partyzantom.
Walczył z komunistyczną partyzantką Josipa Broz Tity. W dniu 23 czerwca 1942 Włosi wspomagani przez Trifunović-Birčanina utworzyli kolaboracyjne jednostki Antykomunistycznej Milicji Ochotniczej, której celem było „unicestwienie komunizmu” i zwiększenie wpływów włoskich w regionie. Na początku października wziął udział w rozpoczętej przez Włochów operacji Alfa. 3–5 tys. czetników wzięło udział w operacji, w której – według niepełnych danych – wymordowano 543 katolickich i muzułmańskich cywilów, którzy mieli być nieprzychylni czetnikom. Czystkom etnicznym przeprowadzanym przez czetników sprzeciwił się włoski generał Mario Roatta, który zagroził, że dalsze eksterminacje spowodują wstrzymanie włoskiej pomocy dla czetników. Zmarł z przyczyn naturalnych 10 lutego 1943 w Splicie. Pośmiertnie został odznaczony przez płk. D. Mihailovicia i jugosłowiański rząd emigracyjny wysokim medalem wojskowym.